# Нор-Кянк (Араратская область)
Нор-Кянк (арм. Նոր Կյանք) — село в Араратской области Армении. Основано в 1946 году.

## География
Село расположено в юго-западной части марза, при автодороге , на расстоянии 6 километров к юго-востоку от города Арташат, административного центра области. Абсолютная высота — 840 метров над уровнем моря.
Климат
Климат характеризуется как семиаридный (BSk в классификации климатов Кёппена). Среднегодовая температура воздуха составляет 12,6 °C. Средняя температура самого холодного месяца (января) составляет −2,7 °С, самого жаркого месяца (июля) — 26,4 °С. Расчётная многолетняя норма атмосферных осадков — 267 мм. Наибольшее количество осадков выпадает в мае (46 мм).

## Население
| Год переписи | Население          | Население          | Население          | Население            | Население            | Население            |
| Год переписи | Наличное население | Наличное население | Наличное население | Постоянное население | Постоянное население | Постоянное население |
| Год переписи | Всего              | Мужчины            | Женщины            | Всего                | Мужчины              | Женщины              |
| ------------ | ------------------ | ------------------ | ------------------ | -------------------- | -------------------- | -------------------- |
| 2001         | 2233               | 1036               | 1197               | 2516                 | 1253                 | 1263                 |
| 2011         | 1906               | 825                | 1081               | 2291                 | 1151                 | 1140                 |

| Год  | Численность | Численность |
| ---- | ----------- | ----------- |
| 1959 | 957         | [ 8 ]       |
| 1970 | 1636        | [ 8 ]       |
| 1979 | 1737        | [ 8 ]       |
| 1989 | 2278        | [ 8 ]       |
| 2001 | 2516        | [ 8 ]       |
| 2011 | 2291        | [ 9 ]       |